# Nancy Garapick
Nancy Ellen Garapick, född 24 september 1961 i Halifax, är en kanadensisk före detta simmare.
Garapick blev olympisk bronsmedaljör på 100 meter ryggsim vid sommarspelen 1976 i Montréal.